# كبلر-67
كيبلر 67 (بالإنجليزية: Kepler-67)‏ الذي يرمز له بالرمز 2MASS J19363680+4609591، هو نجم، في كوكبة الدجاجة (كوكبة).

## الاكتشاف
.